# Акустична кабіна
Акусти́чна кабі́на — кабіна, що її використовують, коли потрібна звукозаізольованість, безшумність або приватність.
Є кілька видів акустичних кабін. Одними з найрозповсюдженіших є офісні та вокальні. Також існують дикторські, режисерські й інші.

## Офісні акустичні кабіни

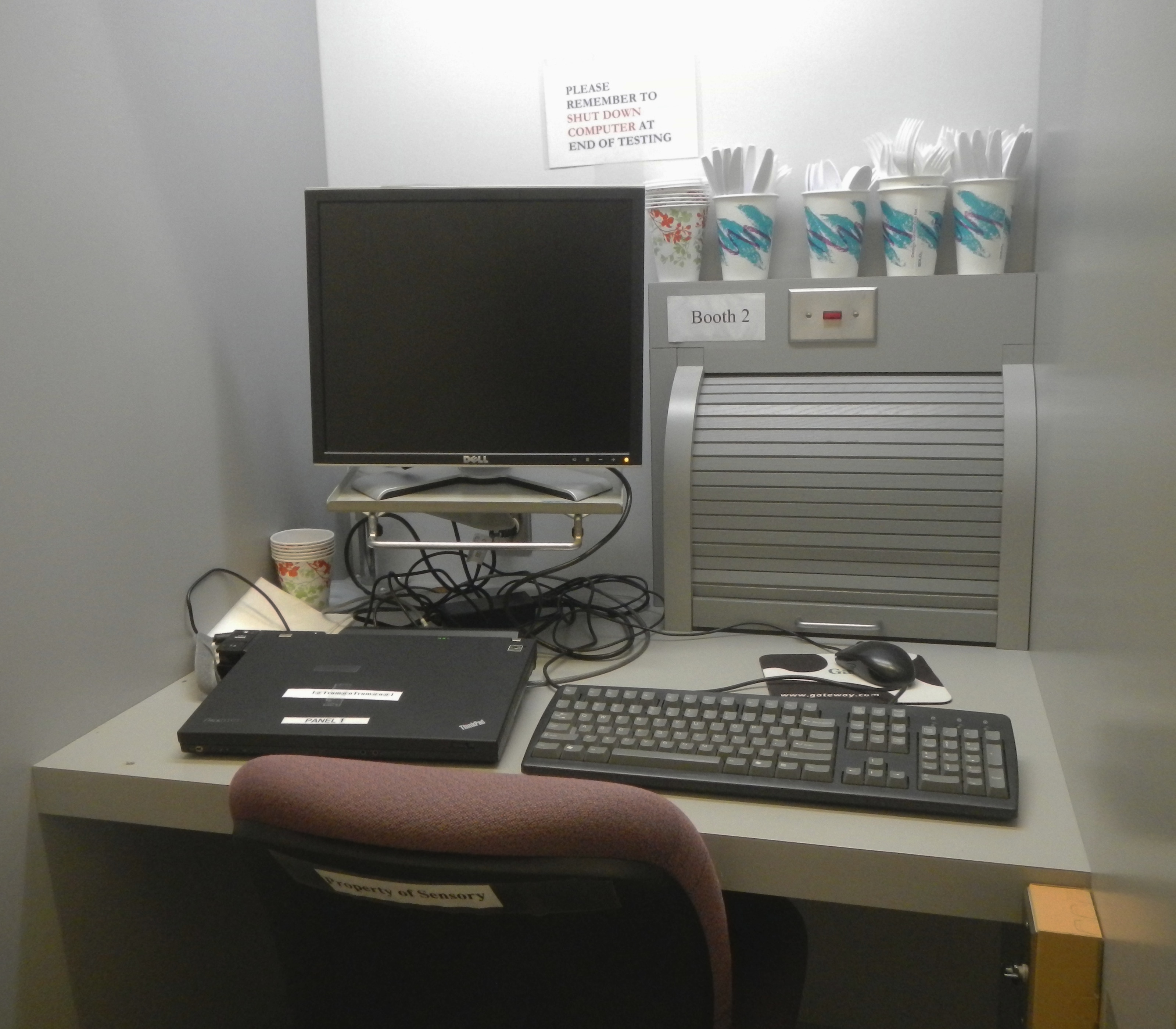
Ізоляційна кабіна для сліпих тестів в США

У світі є кілька виробників офісних акустичних кабін, наприклад, американський «ROOM», литовський «Narbutas», фінський «Framery», австралійський «BUREAU», американський «POPPINPOD» та інші. Із українських виробників одним із найвідоміших є «Silentbox».
Переважна більшість кабін розраховані на одну особу, на дві або на чотири. Іноді випускають й більшого розміру кабіни.
Офісні кабіни використовуються як чат-бокс, скайп-кабіна, для співбесід, кабіна для переговорів (переговорка) або для тестування різних продуктів у маркетингових відділах компаній.
Такі кабіни використовуються в офісах «Microsoft», «IBM», «Google», «Puma», «Nvidia», «Vodafone», «Cloudera», «Datadog», «McDonald's», «Deloitte», «General Electric», «Siemens», «monobank» (Україна) та багатьох інших компаніях.
Звукоізоляційні властивості дозволяють ізолювати до 35 дБ шуму. Звукоізоляція зосереджена на діапазоні 150–500 Гц, це частоти людської мови та монотонного офісного шуму. Стіни покриті повстю 4 мм із коефіцієнтом поглинання звуку 0.6–0.8 (максимальний — 1). На зовнішню і внутрішню поверхні нанесені звукопоглинаючі покриття, причому на внутрішню — для поглинання високих частот, а на зовнішню — низьких.
Вікна виконані із тришарового триплексу. Кожен шар різної товщини, що не дозволяє входити в резонанс на різних частотах звуку. Двері щільно прилягають до рами, щоб ще додатково покращити звукоізоляцію.
Всередині є освітлення (3 500–4 500 К, 450 лк) та вентиляція (до 30 м³ на годину). Вентилятори використовуються із магнітним центруванням для зниження тертя та шуму. Повітря проходить спеціальними глушниками, перешкоджаючи виходу звуку всередину й назовні. Всередину електроживлення подається через розетку 220 В та USB-порт 2.1 A.
Давачі автоматично вмикають та вимикають вентиляцію і світло. Інтервал складає від 5 до 20 хв.
Конструкція збірна, встановлення займає кілька годин.

## Вокальні акустичні кабіни
Використовуються переважно артистами для запису пісень. Із розвитком інтернету та блогерства, деякі блогери почали використовувати такі кабіни для знімання відео — в акустичних кабінах можна отримати звук без зайвих шумів.

## Саморобні акустичні кабіни
В мережі є описи, як власноруч зібрати акустичну кабіну. В якості звукоізоляції використовують звукоізяційний поролон.